# Loch'd and Loaded
Loch'd & Loaded is het derde studioalbum van de Canadese punkband The Real McKenzies. Het werd oorspronkelijk uitgegeven op cd en vinyl via Honest Don's Records op 4 september 2001. Op 8 augustus 2017 werd het album heruitgegeven op gekleurd vinyl via Honest Don's Records in samenwerking met Fat Wreck Chords, de moederonderneming van Honest Don's.

## Nummers
1. "Nessie" - 3:09
2. "Raise the Banner" - 2:08
3. "Lassie / Roamin' in the Gloamin'" - 1:47
4. "Pickled" - 0:53
5. "Memories of Old Pa Fogerty" - 0:42
6. "Wild Cattieyote" - 2:07
7. "Whiskey Scotch Whiskey" - 1:56
8. "Scots 'Round the World" - 2:33
9. "Bitch Off the Money" - 2:07
10. "Gi' Us a Dram" - 2:36
11. "Donald Where's Yer Troosers" - 1:22
12. "Flower of Scotland" - 1:23
13. "Swords of a Thousand Men" - 2:23
14. "Bonnie Mary" - 1:04
15. "Ballad of John Silver" - 2:22
16. "Death of a Space Piper" - 1:26

## Band
- Anthony Kerr - doedelzak
- Matthew Hawley - doedelzak
- Jamie Fawkes - basgitaar, zang
- Brad Lambert - drums, zang
- Mark "The Bone" Boland - gitaar, zang
- Dirty Kurt Robertson - gitaar, zang, mandoline
- Paul McKenzie - zang, tinwhistle